# Psalidodon rutilus
Psalidodon rutilus es una especie de pez de agua dulce que integra el género Psalidodon, de la familia Characidae, cuyos integrantes son denominadas comúnmente mojarras o lambaríes. Habita en ambientes acuáticos templados y templado-cálidos del centro-este de Sudamérica. 

## Taxonomía
Esta especie fue descrita originalmente en el año 1842 por el sacerdote, escritor y naturalista de origen inglés Leonard Jenyns, también conocido como Leonard Blomefield.
En el pasado fue tratada como un sinónimo más moderno de la especie que ha pasado a denominarse P. fasciatus (Cuvier, 1819), siendo reubicada en la categoría de especie plena en el año 2005.
Localidad y ejemplar tipo
La localidad tipo asignada es: “Río Paraná, América del Sur”.
Etimología
Etimológicamente, el término genérico Psalidodon se construye con palabras en el idioma griego, en donde: psali  forma diminutiva de psalis, significa ‘tijeras’ y odon es ‘dientes’. El nombre específico rutilus es una palabra en latín que significa 'rojizo', en alusión a los vivos tonos con esa coloración que presenta en su aleta caudal.

## Características

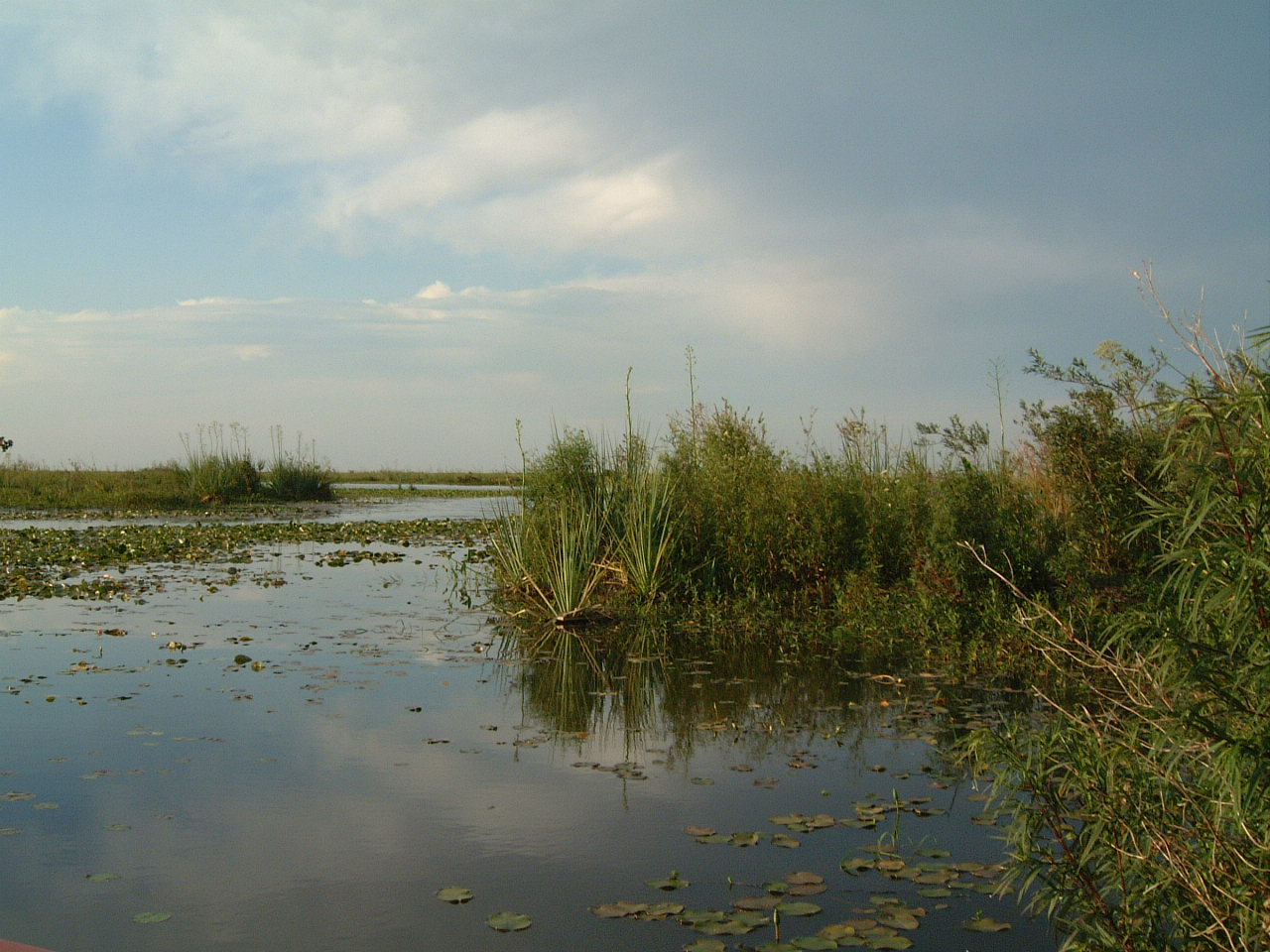
Esteros del Iberá, un ejemplo del hábitat de esta especie.

Psalidodon rutilus posee una longitud estándar de 120 mm. 
Se caracteriza por la combinación de los siguientes caracteres: La aleta dorsal posee 11 radios; la anal cuenta con 27 a 33 radios. La línea lateral presenta de 38 a 41 escamas perforadas.
Coloración
Posee un color plateado iridiscente como fondo. Presenta una mancha humeral de color gris oscura a negra y de forma alargada verticalmente. En los flancos las escamas carecen de mancha central. En el sector medio del flanco muestra una banda longitudinal plateada. Una mancha oscura se presenta en el pedúnculo caudal, la que se extiende por los radios caudales medios hasta el extremo distal. La aleta caudal es basalmente amarilla y distalmente bordeada de gris. En los extremos de sus lóbulos puede exhibir una coloración naranja vivo que puede llegar a ser hasta rojizo, tonalidad que, menos intensa, repite en las aletas anal y dorsal. El macho se distingue por exhibir en los radios ganchitos óseos.

## Costumbres
Dieta
Esta mojarra es una pez sumamente voraz, omnívoro y oportunista, el cual se alimenta de un amplio espectro trófico, entre los ítems destacados se encuentran camarones, peces pequeños, hojas en descomposición, algas, ostrácodos, insectos, etc.
Reproducción
Este pez se reproduce en la primavera austral.

## Distribución geográfica y hábitat
Habita en cursos fluviales de aguas templadas y templado-cálidas en el centro-este de Sudamérica, correspondientes a la cuenca del Plata, en la subcuencas de los ríos Paraná, Paraguay, Uruguay y de la Plata, alcanzando por el sur la cuenca del río Salado del sur. Todas las subcuencas donde vive convergen en el Río de la Plata, el cual vuelca sus aguas en el océano Atlántico.
Poseen poblaciones la Argentina, Brasil, Paraguay y Uruguay.